# Brain Bar
A Brain Bar a világ első futuretainent cége. Digitális tartalomgyártással foglalkozik, emellett a az évente Budapesten rendezett Brain Bar fesztivált is a cég szerzvezi, ahol a résztvevők az emberiség jövőjét formáló legfontosabb kérdéseket vitatják meg. Az eseményen 2024-ben több mint 13 000-en vettek részt.
A Brain Bar fesztivál kiemelt hangsúlyt fektet a közönség bevonására: arra, hogy a fesztiválon bárrki kérdezhessen és beszélgethessen az előadókkal. A fesztiválon éppúgy megtalálhatóak az ellentétes nézőpontokat bemutató beszélgetések és viták, mint az ún. „mítoszromboló” alkalmak, amelyek különböző közkeletű hiedelmek újragondolását célozzák meg. A rendezvény célja egy intellektuális és inkluzív környezet megteremtése. A beszélgetések mellett a program szerves részét képezik a művészeti tartalmak is, köztük DJ-k, zenei és táncművészeti előadások.

## Történet
A Brain Bart Böszörményi-Nagy Gergely alapította azzal a céllal, hogy egy olyan platform jöjjön létre, ahol az egyének, a közösségek és az emberiség egészének jövőjét vitatják meg a résztvevők. A Brain Bar több terület (pl. üzlet, politika, életmód) aktuális kérdéseivel és fejlődésének lehetséges forgatókönyveivel foglalkozik. A rendezvény formátumai a közönséget aktív részvételre és a hagyományos gondolkodástól való elrugaszkodásra ösztönzik.
A Brain Bar fesztivál vendége volt már többek között Malcolm Gladwell hatszoros New York Times bestseller-szerző; Jordan Peterson sztárpszichológus; Maye Musk dietetikus és szupermodell, Elon Musk édesanyja; Esther Perel világhírű klinikai szakpszichológus; Jack Horner, a legendás paleontológus; Peter Thiel, a PayPal alapítója; a három Michelin-csillagos éttermet vezető sztárséf, Massimo Bottura; az EU versenyjogért felelős biztosa, Margrethe Vestager; Ted Chiang sci-fi író; Jacquelline Fuller, a Google alelnöke; Toomas Hendrik Ilves, Észtország volt elnöke; Chris Hadfield kanadai űrhajós, Peter Sunde, a Pirate Bay társalapítója és a világ első android állampolgára, Sophia.
A Brain Bar a kezdetektől fogva ingyenes belépést biztosít diákok és tanárok részére. Ezzel a lehetőséggel élve 2024-ben több mint 11 000 egyetemista hallgató és középiskolás diák, valamint pedagógus vehetett részt a fesztiválon. 2021 óta a szervezők álláskeresési platformot működtetnek a fesztivál fiatal közönsége számára: a Talent Market portálon tehetséges fiatalok találhatják meg Magyarország legfontosabb vállalatainak kiemelt, értékes, magas hozzáadott értéket létrehozó állásait.
A Brain Bar partnerei között olyan vállalatok találhatóak meg, mint a Bosch, a Boston Consulting Group, a KPMG, az OTP Bank, a Richter Gedeon Nyrt. a WorldQuant, a Samsung, a Telekom és a MOL.
2021 óta a Brain Bar podcastek és videók gyártásával is foglalkozik. Az évek során több mint 15 saját sorozatot készített, amelyek segítenek a fiatal közönségnek eligazodni a világ és saját személyes jövőjük legnagyobb kérdéseiben, legyen szó karrierről, fizikai egészségről, technológiai ígéretekől vagy az orvostudomány legnagyobb lépéseiről.

## Brain Bar 2019

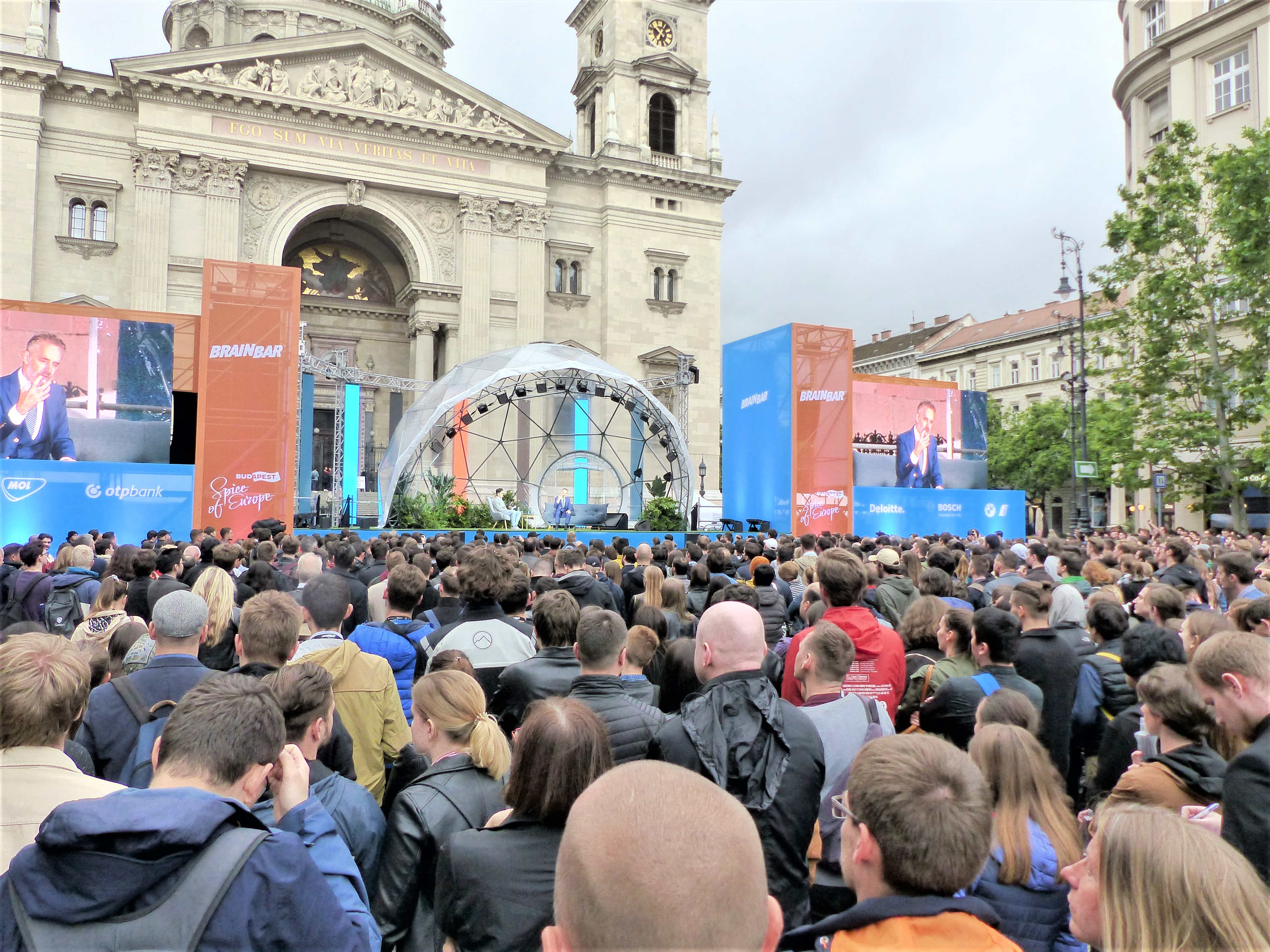
Jordan Peterson előadása a Bazilika előtt

2019-ben május 30-án és 31-én rendezték meg a Brain Bart a Corvinus Egyetemen. A Bazilika előtti Szent István téren 30-án Jordan Peterson tartott előadást, akit előtte fogadott Orbán Viktor kormányfő is.
A Brain Bar színpadán fellépett többek között Ethan Siegel, Steve Fuller, Jeffrey Tucker, Kristina Lunz, Somlai-Fischer Ádám, Ben Goertzel, Porkoláb Imre, Joel Kotkin, Fábián Sára, Mikaila Ulmer, Deák Kristóf, Tiffany Shlain, Fischer András, Ken Goldberg, Cesar A. Hidalgo, Jack Horner és Maye Musk.

## Brain Bar 2020
A koronavírus miatt kialakult helyzetre tekintettel 2020-ban a Brain Bar, történetében először, teljesen online formában került megrendezésre.
A fesztivál szeptember 17. és 19. között egy háromnapos, mindenki számára ingyenesen elérhető Facebook live stream során olyan vezető gondolkodókat és kutatókat szólaltatott meg, mint Dr. Bjørn Lomborg, Mariana Mazzucato, Dr. Hannah Critchlow, Ziya Tong, Radha Mistry , Aliya Hamid Rao, Agnieszka Hryniewicz-Bieniek, Eric Dugelay Archiválva 2020. október 12-i dátummal a Wayback Machine-ben, Dr. Udo Bohdal-Spiegelhoff Dr. Sara Polak, David Sloan Wilson, Nancy Poleon, Hosszú Katinka, Moldován András, Vas Alexa Zsófia, Sebestyén Balázs, Jentetics Kinga, Dr. Szászi István, Várkonyi Gábor, Pogátsa Zoltán és Kajdi Csaba.

## Brain Bar 2021

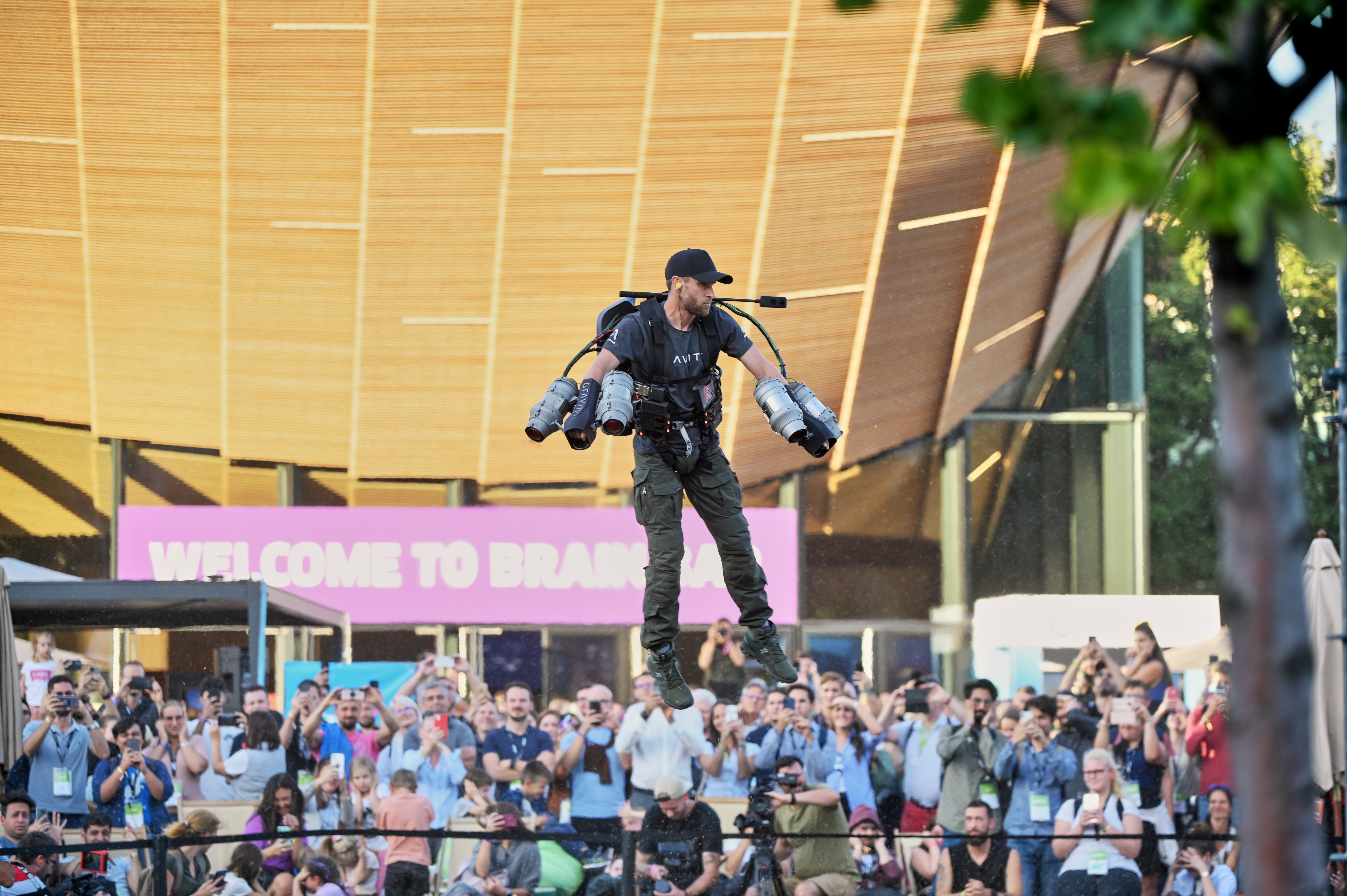
Richard Browning a Brain Bar közönsége fölött repül 2021-ben

A 2021-es Brain Bart a szervezők ismét élőben, a budapesti Nemzeti Táncszínház épületében rendezték meg, 2021. szeptember 9-10-én. Az előadók között a fesztivál olyan nemzetközi neveket vonultatott fel, mint Michael Shellenberger, az Apokalipszis, soha! szerzője; Richard Browning feltaláló, a Gravity "jet suit"-jának tesztpilótája; Eric J. Larsson író és tech-vállalkozó; Lital Shemesh volt izraeli katona és televíziós műsorvezető, és Ryan Hickman, a fesztivál idején még csak tizenkétéves kaliforniai újrahasznosító úttörő.
A fesztivál története során először 2021-ben nyílt meg a Talent Hub színpad, amelyen a fiatal látogatók HR-szakemberektől, vállalkozóktól és coachoktól tanulhattak olyan konkrét, gyakorlatias, karrierfejlesztéssel kapcsolatos készségeket, mint a tökéletes LinkedIn-profil megalkotása, az állásinterjúzás, vagy a vállalkozásötletek valóra váltásának első lépései. A Talent Hub-ban olyan neves magyar szakemberek tartottak workshopot, mint Kende-Hofherr Krisztina vállalkozásfejlesztési szakember, a TMC Group alapítója és Sziget Ágnes, a Magyar Telekom Talent Experience Center of Excellence vezetője.

## Brain Bar 2022
A 2022-es évben a Magyar Zene Házába költözött a Brain Bar fesztivál. Az eseményt szeptember 29-30-án rendezték meg, közel 10 000 látogató és mintegy 100 előadó részvételével. A jövőfesztivál központi témái között szerepelt a Z generáció jövője, a biztonság újradefiniálása, a kriptovaluták jövője, a mentális egészség, a metaverzum és a háború kérdésköre.
A legnagyobb nevek között volt Malcolm Gladwell író, aki a Z-generáció következő évtizedeinek legfontosabb kérdéseiről beszélt; Deanna Marsigliese, a Pixar művészeti vezetője; Yanis Varoufakis volt görög pénzügyminiszter, aki a kriptovilágot kritizálta; Zing Tsjeng, a Vice UK főszerkesztője; valamint Joanna Williams feminista író; Lysandre Follet, a Nike vezető designere; Érdi Péter agykutató és Dan Breznitz innovációkutató. Az esemény alapítója  Böszörményi-Nagy Gergely itt mutatta be Nonkonform című, első könyvét - a beszélgetést Kadarkai Endre vezette. A Brain Bar hagyományához híven a közönség aktív bevonására épített: a nézők szabadon kérdezhettek, vitatkozhattak az előadókkal, és egy sokszínű, inspiráló élmény részesei lehettek.

## Brain Bar 2023

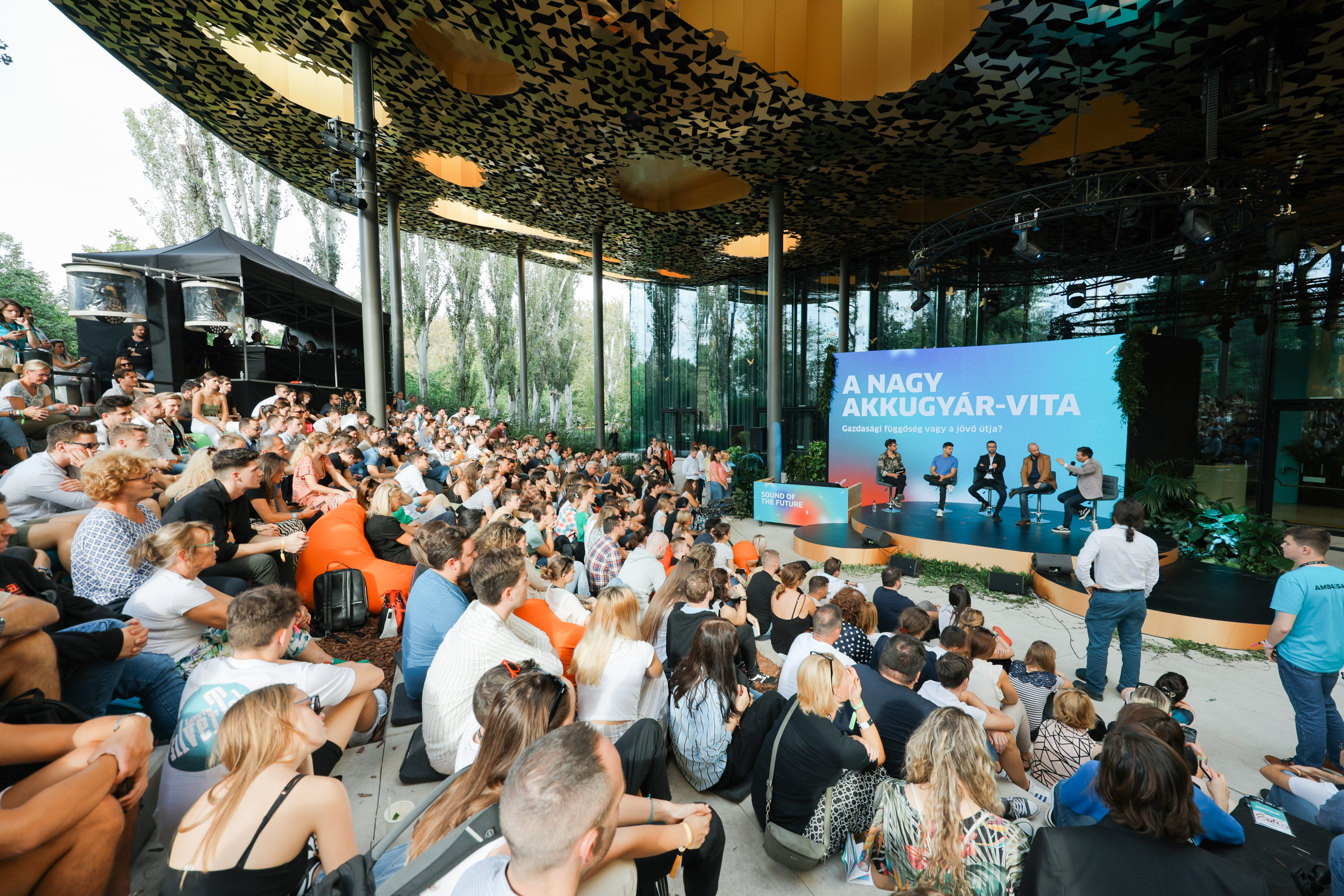
Az ország első nyilvános akkugyár-vitája a 2023-as Brain Baron

A 2023-as Brain Bar fesztivált szeptember 21-22-én tartották meg a Magyar Zene Házában, több mint 12 500 látogató és 150 előadó részvételével, összesen 120 programelemmel, 5 különböző színpadon.
A fesztivál központi témája az emberi kapcsolatok és psziché jövője volt - de ennek több aspektusát, a klímaválság, a technológiai és orvosi fejlődés erre gyakorolt hatását is feldolgozták az esemény előadói.
A  Brain Baron rendezték Magyarország első akkumulátorgyár-vitáját Ungár Péter, Ceglédi Zoltán, Hortay Olivér és Várkonyi Gábor részvételével. Emellett helyet kapott a programban Sophie Bostock alváskutató és a világhírű kapcsolatterapeuta Esther Perel is, aki a korunkat jellemző társas magányról és annak megelőzéséről tartott előadást. Christine Flaspohler űrruha-tervező a NASA holdra szállásra szánt szkafandereit, mutatta be, míg Anouk Wipprecht robotruha-tervező gondolatok által vezérelt, környezetre reagáló alkotásaival nyűgözte le a közönséget. De színpadra lépett a rapper Sisi, Kiss V. Balázs bűvész-illuzionista, Krausz Ferenc Nobel-díjas fizikus, Dr. Szondy Máté pszichológus és Esterházy Mátyás, Szoboszlay Dominik menedzsere is.

## Brain Bar 2024
A 2024-es Brain Bar fesztivált szeptember 26-27-én tartották meg a budapesti Magyar Zene Házában. A 10. jubileumi eseményen több mint 200 előadó lépett fel, több mint 140 programban, 5 különböző színpadon és további 5 különböző játékban, aktivitásban, popup-színpadon. A fesztivál középpontjában a jövőbe vetett hit állt, miközben a programok fókuszában olyan témák szerepeltek, mint az agy működése, DNS és társadalmi egyenlőtlenség, az eutanázia, és hogy meddig lesz élhető Budapest klímaváltozás korában.
A neves előadók között szerepelt Dr. Csányi Vilmos etológus, Mérő László matematikus-pszichológus, Kathryn Paige Harden, a Texasi Egyetem pszichológiaprofesszora, Susan Greenfield bárónő, Nagy-Britannia egyik legkiemelkedőbb agykutatója, Dávid-Barrett Tamás, az Oxfordi Egyetem viselkedéstudósa és César Hidalgo AI-szakértő is. A főváros jövőjét tárgyaló panelen Kovács Gergely, Őrsi Gergely, Böröcz László és Soponi Tamás kerületi polgármesterek osztottak meg gondolataikat; a művészeti produkciók között pedig többek között az AK Dance Community és Cseri Hanna léptek fel. A fesztiválon mutatta be második könyvét, a Mindenség Algoritmust Böszörményi-Nagy Gergely, a fesztivál alapítója - a könyvbemutató beszélgetést ismét Kadarkai Endre vezette.
A fesztivál kiegészült mozgó helyszínekkel, workshopokkal, szabadtéri játékokkal és performance-okkal, például breakdance-és BMX bemutatókkal, VR-élményekkel, vitasarokkal és a pitch-lehetőséggel. Ahogy mindig, a közönség aktív részvétele központi maradt: kérdezhettek, vitázhattak, és testközelből élhették át a jövőfesztivál sokszínűségét.

## A Brain Bar online tartalmai
A Brain Bar mára több mint 15 eredeti podcast- és videósorozatot indított útjára, melyek közérthetően, praktikusan, mégis mélységében foglalkoznak a fiatal közönséget érintő legfontosabb kérdésekkel. A Mi a kérdés? című műsorban különböző területek szakértők segítenek újraértelmezni a mindennapokat - legyen szó akár mesterséges intelligenciáról, akár orvostudományról. A Mélylevegő Projekttel közösen készült LelkEd című műsor a belső világunkat, mentális jólétünket és érzelmi működésünket vizsgálja, míg Az érem hátoldala Olimpia alkalmából készült podcast a sportolók történeteit, és sportolói lét legfontosabb kérdéseit (pl. dopping, rangsorolási kérdések, csapatkohézió) járja körül. A podcastek vendégei között volt Karikó Katalin Nobel-díjas biokémikus, Krausz Ferenc Nobel-díjas fizikus, Illés Fanni paralimpiai bajnok úszó, Kemény Dénes háromszoros olimpiai bajnok vízilabdaedző és Zólyomi Zsolt parfümőr is. Ezek a műsorok a Spotify és az Apple Podcasts felületén is elérhetők.
A videós tartalmak szintén markáns pillérei a Brain Bar ökoszisztémájának. Az Újratervező sorozat az álláskeresés és a karrierépítés lépcsőin vezeti végig a fiatal közönséget, legyen szó CV írásról, interjúzásról vagy self brand-építésről. A Mesterségem címere című videósorozat kreatív és jövőálló szakmákat mutat be inspiráló módon, főként fiataloknak, pályakezdőknek szóló üzenettel. A sorozatok elérhetők a Brain Bar hivatalos YouTube-csatornáján és a brainbar.com oldalon is, ahol többéves archívum várja az érdeklődőket - ideértve a teljes fesztiváleladásokat és a kulisszák mögötti interjúkat is.